# Canada's Drag Race
Canada's Drag Race es un programa de telerrealidad canadiense sobre drag queens basada en la serie estadounidense RuPaul's Drag Race. La serie se estrenó el 2 de julio de 2020 en Crave.

## Producción
El programa es producido por OutTV y Blue Ant Studios. El programa se emitirá en las redes canadienses Crave, un servicio de transmisión de Bell Media, y OutTV, y en todo el mundo en WOW Presents Plus. La producción está programada para comenzar en Ontario en 2019. La temporada inaugural consistirá en diez episodios de una hora. 
Es la cuarta versión internacional de la franquicia Drag Race anunciada, después de Drag Race Thailand, The Switch Drag Race (Chile) y RuPaul's Drag Race UK; dos meses después del anuncio de la versión canadiense, también se anunció Drag Race Australia. 
A partir de junio de 2019, las temporadas primera a décima de la serie original se transmiten en Netflix Canadá. En la temporada 11 de la serie original, la primera reina canadiense en el programa, Brooke Lynn Hytes fue la subcampeona.
El proceso de lanzamiento de la serie comenzó en julio de 2019.

## Jueces
El panel de jueces y los jueces invitados están programados para que todos sean canadienses. El 26 de septiembre de 2019, se anunció que los jueces principales serán la drag queen Brooke Lynn Hytes, el actor Jeffrey Bowyer-Chapman y la modelo Stacey McKenzie. La conductora Traci Melchor tendrá el título de "Squirrel Friend", como la persona que presenta los desafíos a los concursantes.

### Jueces invitados
(Listados por orden de aparición)
- Elisha Cuthbert, actriz y modelo
- Jade Hassouné, actor, bailarín y cantante
- Deborah Cox, cantante, compositora y actriz
- Biddell, diseñador de moda
- Mary Walsh, actriz, humorista y escritora
- Tom Green, humorista, actor, director de cine y presentador
- Allie X, cantante, compositora, productora, actriz y modelo
- Amanda Brugel, actriz
- Michelle Visage, cantante, presentadora, autora, locutora
- Traci Melchor, presentadora

## Temporada 1

### Concursantes
El casting tuvo lugar a mediados de 2019, y fue filmado en el otoño. Mientras los primeros doce concursantes se anunciaron el 14 de mayo de 2020. Las drag queens que compitieron en la temporada 1 de Canada's Drag Race fueron:
(La edad y nombre de los participantes registrados al momento de la filmación)
| Concursante         | Edad | Origen                        | Posición   |
| ------------------- | ---- | ----------------------------- | ---------- |
| Priyanka            | 28   | Toronto, Ontario              | Ganadora   |
| Rita Baga           | 24   | Montreal, Quebec              | Finalistas |
| Scarlett BoBo       | 29   | Toronto, Ontario              | Finalistas |
| Jimbo               | 37   | Victoria, Columbia Británica  | 4° Lugar   |
| Lemon               | 24   | Nueva York, Nueva York        | 5° Lugar   |
| Ilona Verley        | 24   | Vancouver, Columbia Británica | 6° Lugar   |
| BOA                 | 24   | Toronto, Ontario              | 7° Lugar   |
| Kiara               | 22   | Montreal, Quebec              | 8° Lugar   |
| Tynomi Banks        | 38   | Toronto, Ontario              | 9° Lugar   |
| Anastarzia Anaquway | 27   | East York, Ontario            | 10° Lugar  |
| Kyne                | 21   | Kitchener-Waterloo, Ontario   | 11° Lugar  |
| Juice Boxx          | 30   | Toronto, Ontario              | 12° Lugar  |

### Tabla de eliminaciones
| Concursante         | 1    | 2    | 3    | 4    | 5    | 6    | 7    | 8    | 9    | 10       |
| ------------------- | ---- | ---- | ---- | ---- | ---- | ---- | ---- | ---- | ---- | -------- |
| Priyanka            | SAFE | HIGH | WIN  | SAFE | BTM  | SAFE | BTM  | WIN  | SAFE | Winner   |
| Scarlett Bobo       | SAFE | SAFE | HIGH | HIGH | SAFE | HIGH | HIGH | HIGH | WIN  | Finalist |
| Rita Baga           | WIN  | SAFE | SAFE | WIN  | HIGH | WIN  | SAFE | BTM  | BTM  | Finalist |
| Jimbo               | HIGH | HIGH | SAFE | LOW  | WIN  | HIGH | LOW  | SAFE | ELIM | Guest    |
| Lemon               | BTM  | WIN  | SAFE | SAFE | HIGH | LOW  | WIN  | ELIM |      | Guest    |
| Ilona Verley        | SAFE | SAFE | LOW  | BTM  | SAFE | BTM  | ELIM |      |      | Guest    |
| BOA                 | HIGH | LOW  | HIGH | LOW  | LOW  | ELIM |      |      |      | Guest    |
| Kiara               | SAFE | HIGH | LOW  | HIGH | ELIM |      |      |      |      | Guest    |
| Tynomi Banks        | SAFE | BTM  | BTM  | ELIM |      |      |      |      |      | Miss S.  |
| Anastarzia Anaquway | SAFE | SAFE | ELIM |      |      |      |      |      |      | Guest    |
| Kyne                | LOW  | ELIM |      |      |      |      |      |      |      | Guest    |
| Juice Boxx          | ELIM |      |      |      |      |      |      |      |      | Guest    |

     La concursante ganó Canada's Drag Race.
     La concursante quedó como finalista.
     La concursante gana el reto.
     La concursante recibe críticas positivas y estuvo a salvo.
     La concursante es salvada, pero recibió críticas.
     La concursante recibe críticas negativas pero fue salvada finalmente
     La concursante es nominada para su eliminación.
     La concursante es eliminada.
     La concursante reaparece como invitada en el episodio.

### Lip-syncs
| Episodio | Concursantes                             | Concursantes                             | Concursantes                             | Canción                                                            | Eliminada                 |
| -------- | ---------------------------------------- | ---------------------------------------- | ---------------------------------------- | ------------------------------------------------------------------ | ------------------------- |
| 1        | Juice Boxx                               | vs.                                      | Lemon                                    | «I Really Like You» (Carly Rae Jepsen)                             | Juice Boxx                |
| 2        | Kyne                                     | vs.                                      | Tynomi Banks                             | «If You Could Read My Mind» (Ultra Naté, Amber y Jocelyn Enríquez) | Kyne                      |
| 3        | Anastarzia Anaquway vs.Tynomi Banks      | Anastarzia Anaquway vs.Tynomi Banks      | Anastarzia Anaquway vs.Tynomi Banks      | «Absolutely Not» (Deborah Cox)                                     | Anastarzia Anaquway       |
| 4        | Ilona Verley                             | vs.                                      | Tynomi Banks                             | «Girlfriend» (Avril Lavigne)                                       | Tynomi Banks              |
| 5        | Kiara                                    | vs.                                      | Priyanka                                 | «I Drove All Night» (Céline Dion)                                  | Kiara                     |
| 6        | BOA                                      | vs.                                      | Ilona Verley                             | «Scars to Your Beautiful» (Alessia Cara)                           | BOA                       |
| 7        | Ilona Verley                             | vs.                                      | Priyanka                                 | «Hello» (Allie X)                                                  | Ilona Verley              |
| 8        | Lemon                                    | vs.                                      | Rita Baga                                | «You Oughta Know» (Alanis Morissette)                              | Lemon                     |
| 9        | Jimbo                                    | vs.                                      | Rita Baga                                | «Closer» (Tegan and Sara)                                          | Jimbo                     |
| 10       | Priyanka vs. Rita Baga vs. Scarlett BoBo | Priyanka vs. Rita Baga vs. Scarlett BoBo | Priyanka vs. Rita Baga vs. Scarlett BoBo | «You're a Superstar» (Love Inc.)                                   | Rita Baga & Scarlett BoBo |

     La concursante fue eliminada después de su primer lipsync.
     La concursante fue eliminada después de su segundo lipsync.
     La concursante fue eliminada después de su tercer lipsync.
     Las concursantes fueron eliminadas después del lip sync por la corona.

## Temporada 2
La Segunda temporada de Drag Race de Canadá está programada para estrenarse el 14 de octubre de 2021.  La temporada se transmitirá en Crave en Canadá y WOW Presents Plus en los Estados Unidos. 
El casting para la segunda temporada comenzó a principios de 2021 y los doce concursantes se anunciaron el 14 de septiembre de 2021.

### Concursantes
Las edades, nombres y ciudades indicados corresponden al momento de la filmación.
| Concursante       | Edad | Origen                                                           | Posición   |
| ----------------- | ---- | ---------------------------------------------------------------- | ---------- |
| Icesis Couture    | 34   | Ottawa, Ontario                                                  | Ganadora   |
| Kendall Gender    | 30   | Vancouver, Columbia Británica                                    | Finalistas |
| Pythia            | 26   | Montreal, Quebec Argos, Grecia                                   | Finalistas |
| Gia Metric        | 29   | Vancouver, Columbia Británica                                    | 4.º lugar  |
| Adriana           | 29   | Ciudad de Quebec, Quebec Bogotá, Colombia                        | 5.º lugar  |
| Kimora Amour      | 34   | Scarborough, Ontario Georgetown, Guyana                          | 6° lugar   |
| Synthia Kiss      | 29   | Vancouver, Columbia Británica Peterborough, Ontario              | 7° lugar   |
| Eve 6000          | 29   | Toronto, Ontario                                                 | 8° lugar   |
| Suki Doll         | 27   | Montreal, Quebec Phnom Penh, Camboya Ciudad Ho Chi Minh, Vietnam | 9° lugar   |
| Stephanie Prince  | 24   | Calgary, Alberta Manila, Filipinas                               | 10° lugar  |
| Océane Aqua-Black | 35   | Ciudad de Quebec, Quebec Charlevoix, Quebec                      | 11° lugar  |
| Beth              | 24   | Vancouver, Columbia Británica                                    | 12° lugar  |

- Adriana Schatzi se conoce como Adriana en el programa.
- Ge0 Mètrik se conoce como Gia Metric en el programa.
- Las ciudades en negrilla son las ciudades de residencia de cada una de las participantes, mientras que las ciudades sin señalar son las ciudades de nacimiento o crianza de cada una de las participantes.
  - En el caso de las participantes con una sola ciudad esta se refiere a la ciudad de nacimiento y residencia.

### Tabla de Eliminaciones
| Concursante       | 1    | 2    | 3    | 4    | 5    | 6    | 7    | 8    | 9       | 10       |
| ----------------- | ---- | ---- | ---- | ---- | ---- | ---- | ---- | ---- | ------- | -------- |
| Icesis Couture    | WIN  | BTM  | SAFE | SAFE | HIGH | WIN  | HIGH | BTM  | TOP3    | Winner   |
| Kendall Gender    | SAFE | HIGH | LOW  | SAFE | LOW  | BTM  | WIN  | LOW  | TOP3    | Finalist |
| Pythia            | SAFE | WIN  | SAFE | HIGH | HIGH | HIGH | LOW  | WIN  | TOP3    | Finalist |
| Gia Metric        | BTM  | HIGH | HIGH | SAFE | WIN  | HIGH | BTM  | HIGH | ELIM    | Guest    |
| Adriana           | SAFE | SAFE | WIN  | LOW  | HIGH | LOW  | SAFE | ELIM | Guest   | Guest    |
| Kimora Amour      | SAFE | SAFE | SAFE | HIGH | SAFE | HIGH | ELIM |      | Guest   | Guest    |
| Synthia Kiss      | SAFE | SAFE | BTM  | WIN  | BTM  | ELIM |      |      | Guest   | Guest    |
| Eve 6000          | LOW  | LOW  | HIGH | BTM  | ELIM |      |      |      | Guest   | Guest    |
| Suki Doll         | HIGH | LOW  | SAFE | ELIM |      |      |      |      | Miss S. | Guest    |
| Stephanie Prince  | HIGH | SAFE | ELIM |      |      |      |      |      | Guest   | Guest    |
| Océane Aqua-Black | SAFE | ELIM |      |      |      |      |      |      | Guest   | Guest    |
| Beth              | ELIM |      |      |      |      |      |      |      | Guest   | Guest    |

     La concursante ganó Canada's Drag Race.
     La concursante quedó como finalista.
     La concursante gana el reto.
     La concursante recibe críticas positivas y estuvo a salvo.
     La concursante es salvada, pero recibió críticas.
     La concursante recibe críticas negativas pero fue salvada finalmente
     La concursante es nominada para su eliminación.
     La concursante es eliminada.
     La concursante reaparece como invitada en el episodio.
     La concursante fue votada por sus compañeras el título de Miss Simpatía.

### Lip-Syncs
| Episodio | Concursantes                                 | Concursantes                                 | Concursantes                                 | Canción                                        | Eliminada               |
| -------- | -------------------------------------------- | -------------------------------------------- | -------------------------------------------- | ---------------------------------------------- | ----------------------- |
| 1        | Beth                                         | vs.                                          | Gia Metric                                   | "Maneater" (Nelly Furtado)                     | Beth                    |
| 2        | Icesis Couture                               | vs.                                          | Ocean Aqua-Black                             | "Stupid Shit" (Girlicious)                     | Ocean Aqua-Black        |
| 3        | Stephanie Prince                             | vs.                                          | Synthia Kiss                                 | "Ghost" (Fefe Dobson)                          | Stephanie Prince        |
| 4        | Eve 6000                                     | vs.                                          | Suki Doll                                    | "Happiness" (Alexis Jordan)                    | Suki Doll               |
| 5        | Eve 6000                                     | vs.                                          | Synthia Kiss                                 | "I Love Myself Today" (Bif Naked)              | Eve 6000                |
| 6        | Kendall Gender                               | vs.                                          | Synthia Kiss                                 | " Heaven" (Dj Sammy)                           | Synthia Kiss            |
| 7        | Kimora Amour                                 | vs.                                          | Gia Metric                                   | "Get Down" (B4-4)                              | Kimora Amour            |
| 8        | Adriana                                      | vs.                                          | Icesis Couture                               | "Everybody Say Love" (Mitsou)                  | Adriana                 |
| 9        | Gia Metric                                   | vs.                                          | Kendall Gender                               | "Maint Event" (RuPaul)                         | Gia Metric              |
| 9        | Icesis Couture                               | vs.                                          | Pythia                                       | "Born Naked" (RuPaul)                          | Pythia                  |
| 9        | Gia Metric                                   | vs.                                          | Pythia                                       | "Call Me Mother" (RuPaul)                      | Gia Metric              |
| 10       | Icesis Couture vs. Kendall Gender vs. Pythia | Icesis Couture vs. Kendall Gender vs. Pythia | Icesis Couture vs. Kendall Gender vs. Pythia | "It's All Coming Back to Me Now" (Celine Dion) | Kendall Gender & Pythia |

     La concursante fue eliminada después de su primer lipsync.
     La concursante fue eliminada después de su segundo lipsync.
     La concursante fue eliminada después de su tercer lipsync.
     La concursante perdió su primer lipsync por la final.
     La concursante perdió su segundo lipsync por la final y fue eliminada.
     Las concursantes fueron eliminadas después del lip sync por la corona.

## Temporada 3
La Tercera temporada de Canada's Drag Race se anunció oficialmente el 10 de noviembre de 2021 a través de las redes sociales de Canada's Drag Race. El casting abrió el mismo día, con fecha límite el 5 de diciembre de 2021.
El elenco se anunció oficialmente el 15 de junio de 2022. El tema promocional fue "Birds of a Feather".

### Concursantes
(La edad y nombre de los participantes registrados al momento de la filmación)
| Concursante        | Edad | Origen                                | Posición   |
| ------------------ | ---- | ------------------------------------- | ---------- |
| Gisèle Lullaby     | 33   | Montreal, Quebec                      | Ganadora   |
| Jada Shada Hudson  | 37   | Toronto, Ontario                      | 2° Lugar   |
| Miss Fiercalicious | 25   | Toronto, Ontario                      | 3/4° Lugar |
| Kimmy Couture      | 25   | Ottawa, Ontario                       | 3/4° Lugar |
| Vivian Vanderpuss  | 29   | Victoria, British Columbia            | 5° Lugar   |
| Irma Gerd          | 32   | St. John's, Newfoundland and Labrador | 6° Lugar   |
| Bombae             | 29   | Toronto, Ontario                      | 7° Lugar   |
| Lady Boom Boom     | 25   | Quebec City, Quebec                   | 8° Lugar   |
| Kaos               | 27   | Calgary, Alberta                      | 9° Lugar   |
| Chelazon Leroux    | 22   | Saskatoon, Saskatchewan               | 10° Lugar  |
| Miss Moço          | 35   | Toronto, Ontario                      | 11° Lugar  |
| Halal Bae          | 33   | Toronto, Ontario                      | 12° Lugar  |

### Tabla de Eliminaciones
| Concursante        | 1    | 2    | 3    | 4    | 5    | 6    | 7    | 8    | 9          |
| ------------------ | ---- | ---- | ---- | ---- | ---- | ---- | ---- | ---- | ---------- |
| Gisèle Lullaby     | SAFE | SAFE | SAFE | WIN  | WIN  | LOW  | BTM  | HIGH | Winner     |
| Jada Shada Hudson  | HIGH | BTM  | WIN  | BTM  | SAFE | HIGH | LOW  | SAFE | Finalist   |
| Miss Fiercalicious | LOW  | HIGH | BTM  | SAFE | SAFE | WIN  | HIGH | WIN  | Eliminated |
| Kimmy Couture      | SAFE | WIN  | HIGH | HIGH | BTM  | SAFE | HIGH | BTM  | Eliminated |
| Vivian Vanderpuss  | SAFE | SAFE | SAFE | SAFE | HIGH | HIGH | WIN  | ELIM | Miss S.    |
| Irma Gerd          | SAFE | LOW  | HIGH | LOW  | HIGH | BTM  | ELIM |      | Guest      |
| Bombae             | SAFE | SAFE | LOW  | HIGH | LOW  | ELIM |      |      | Guest      |
| Lady Boom Boom     | WIN  | SAFE | HIGH | SAFE | ELIM |      |      |      | Guest      |
| Kaos               | HIGH | SAFE | LOW  | ELIM |      |      |      |      | Guest      |
| Chelazon Leroux    | SAFE | HIGH | ELIM |      |      |      |      |      | Guest      |
| Miss Moço          | BTM  | ELIM |      |      |      |      |      |      | Guest      |
| Halal Bae          | ELIM |      |      |      |      |      |      |      | Guest      |

     La concursante ganó Canada's Drag Race.
     La concursante quedó como finalista.
     La concursante gana el reto.
     La concursante recibe críticas positivas y estuvo a salvo.
     La concursante es salvada, pero recibió críticas.
     La concursante recibe críticas negativas pero fue salvada finalmente
     La concursante es nominada para su eliminación.
     La concursante es eliminada.

### Lip-Syncs
| Episodio | Concursantes      | Concursantes | Concursantes       | Canción                                                | Eliminada         |
| -------- | ----------------- | ------------ | ------------------ | ------------------------------------------------------ | ----------------- |
| 1        | Miss Moço         | vs.          | Halal Bae          | "Beauty and a Beat" (Justin Bieber ft. Nicki Minaj)    | Halal Bae         |
| 2        | Jada Shada Hudson | vs.          | Miss Moço          | "High School Confidential" (Rough Trade)               | Miss Moço         |
| 3        | Chelazon Leroux   | vs.          | Miss Fiercalicious | "Don't Call Me Baby" (Kreesha Turner)                  | Chelazon Leroux   |
| 4        | Jada Shada Hudson | vs.          | Kaos               | "Stranger in My House (Thunderpuss Radio Mix)" (Tamia) | Kaos              |
| 5        | Kimmy Couture     | vs.          | Lady Boom Boom     | "Run Away with Me" (Carly Rae Jepsen)                  | Lady Boom Boom    |
| 6        | Bombae            | vs.          | Irma Gerd          | "Table Dancer" (Keshia Chanté)                         | Bombae            |
| 7        | Gisèle Lullaby    | vs.          | Irma Gerd          | "Love Is" (Alannah Myles)                              | Irma Gerd         |
| 8        | Kimmy Couture     | vs.          | Vivian Vanderpuss  | "CTRL + ALT + DEL" (Rêve)                              | Vivian Vanderpuss |
| 9        | Gisèle Lullaby    | vs.          | Jada Shada Hudson  | "A New Day Has Come (Radio Remix)" (Celine Dion)       | Jada Shada Hudson |

     La concursante fue eliminada después de su primer lipsync.
     La concursante fue eliminada después de su segundo lipsync.
     La concursante fue eliminada después de su tercer lipsync.

## Temporada 4

### Concursantes
| Concursante               | Edad | Ciudad                        | Resultado   |
| ------------------------- | ---- | ----------------------------- | ----------- |
| Venus                     | 27   | Vancouver, Columbia Británica | Ganadora    |
| Aurora Matrix             | 22   | Toronto, Ontario              | Finalista   |
| Denim                     | 24   | Montreal, Quebec              | 3°/4° lugar |
| Nearah Nuff               | 22   | Calgary, Alberta              | 3°/4° lugar |
| Melinda Vergā             | 44   | Edmonton, Alberta             | 5° lugar    |
| Kiki Coe                  | 35   | Ottawa, Ontario               | 6° lugar    |
| Kitten Kaboodle           | 57   | Toronto, Ontario              | 7°/8° lugar |
| Aimee Yonce Shennel       | 31   | Ottawa, Ontario               | 7°/8° lugar |
| Luna DuBois               | 24   | Toronto, Ontario              | 9° lugar    |
| The Girlfriend Experience | 31   | Vancouver, Columbia Británica | 10° lugar   |
| Sisi Superstar            | 31   | Montreal, Quebec              | 11° lugar   |

### Tabla de Eliminaciones
| Concursantes              | Episodio | Episodio | Episodio | Episodio | Episodio | Episodio | Episodio | Episodio | Episodio   |
| Concursantes              | 1        | 2        | 3        | 4        | 5        | 6        | 7        | 8        | 9          |
| ------------------------- | -------- | -------- | -------- | -------- | -------- | -------- | -------- | -------- | ---------- |
| Venus                     | WIN      | HIGH     | SAFE     | SAFE     | HIGH     | HIGH     | HIGH     | HIGH     | Winner     |
| Aurora Matrix             | SAFE     | SAFE     | WIN      | SAFE     | BTM      | TOP2     | WIN      | LOW      | Finalist   |
| Denim                     | TOP2     | SAFE     | HIGH     | HIGH     | SAFE     | LOW      | BTM      | WIN      | Eliminated |
| Nearah Nuff               | LOW      | SAFE     | SAFE     | BTM      | SAFE     | WIN      | HIGH     | BTM      | Eliminated |
| Melinda Verga             | LOW      | HIGH     | SAFE     | LOW      | WIN      | HIGH     | SAFE     | ELIM     | Guest      |
| Kiki Coe                  | HIGH     | SAFE     | LOW      | WIN      | LOW      | BTM      | ELIM     |          | Guest      |
| Kitten Kaboodle           | SAFE     | WIN      | BTM      | HIGH     | HIGH     | ELIM     |          |          | Miss. S    |
| Aimee Yoncé Shennel       | SAFE     | SAFE     | HIGH     | BTM      | SAFE     | ELIM     |          |          | Guest      |
| Luna DuBois               | SAFE     | BTM      | SAFE     | SAFE     | ELIM     |          |          |          | Guest      |
| The Girlfriend Experience | SAFE     | LOW      | ELIM     |          |          |          |          |          | Guest      |
| Sissi Superstar           | LOW      | ELIM     |          |          |          |          |          |          | Guest      |

     La concursante ganó Canada's Drag Race.
     La concursante quedó como finalista.
     La participante estuvo entre las 2 en la cima del desafío y ganó el lip sync.
     La participante estuvo entre las 2 en la cima del desafío pero perdió el lip sync.
     La concursante gana el reto.
     La concursante recibe críticas positivas y estuvo a salvo.
     La concursante es salvada, pero recibió críticas.
     La concursante recibe críticas negativas pero fue salvada finalmente
     La concursante es nominada para su eliminación.
     La concursante es eliminada.

#### Lip-syncs
| Episodio | Concursante         | Concursante | Concursante               | Canción                                           | Ganadora                  |
| -------- | ------------------- | ----------- | ------------------------- | ------------------------------------------------- | ------------------------- |
| 1        | Venus               | vs.         | Denim                     | "Feel It In My Bones" (Tiesto ft. Tegan and Sara) | Venus                     |
| Episodio | Concursante         | Concursante | Concursante               | Canción                                           | Eliminada                 |
| 2        | Luna DuBois         | vs.         | Sisi Superstar            | "I'm With You" (Avril Lavigne)                    | Sisi Superstar            |
| 3        | Kitten Kaboodle     | vs.         | The Girlfriend Experience | "Tongue" (Rêve)                                   | The Girlfriend Experience |
| 4        | Aimee Yonce Shennel | vs.         | Nearah Nuff               | "Come Through" (Priyanka ft. Lemon)               | Nadie                     |
| 5        | Aurora Matrix       | vs.         | Luna DuBois               | "She's All I Wanna Be" (Tate McRae)               | Luna DuBois               |

## Temporada 5

### Concursantes
| Concursante          | Edad | Ciudad                                | Resultado   |
| -------------------- | ---- | ------------------------------------- | ----------- |
| The Virgo Queen      | 25   | Toronto, Ontario                      | Ganadora    |
| Makayla Couture      | 21   | Toronto, Ontario                      | 2° lugar    |
| Helena Poison        | 32   | Toronto, Ontario                      | 3°/4° lugar |
| Minhi Wang           | 39   | Toronto, Ontario                      | 3°/4° lugar |
| Perla                | 29   | Toronto, Ontario                      | 5° lugar    |
| Xana                 | 26   | Vancouver, Columbia Británica         | 6° lugar    |
| Uma Gahd             | 36   | Montreal, Quebec                      | 7° lugar    |
| Jaylene Tyme         | 52   | Vancouver, Columbia Británica         | 8° lugar    |
| Sanjina Dabish Queen | 32   | Toronto, Ontario                      | 9° lugar    |
| Tiffany Ann Co.      | 32   | Vancouver, Columbia Británica         | 10° lugar   |
| Tara Nova            | 23   | St. John's, Newfoundland and Labrador | 11° lugar   |

### Tabla de Eliminaciones
| Concursantes         | Episodio | Episodio | Episodio | Episodio | Episodio | Episodio | Episodio | Episodio | Episodio   |
| Concursantes         | 1        | 2        | 3        | 4        | 5        | 6        | 7        | 8        | 9          |
| -------------------- | -------- | -------- | -------- | -------- | -------- | -------- | -------- | -------- | ---------- |
| The Virgo Queen      | WIN      | SAFE     | WIN      | SAFE     | HIGH     | BTM      | BTM      | HIGH     | Winner     |
| Makayla Couture      | TOP2     | SAFE     | SAFE     | LOW      | WIN      | BTM      | SAFE     | BTM      | Finalist   |
| Helena Poison        | SAFE     | HIGH     | HIGH     | HIGH     | LOW      | SAFE     | HIGH     | WIN      | Eliminated |
| Minhi Wang           | SAFE     | HIGH     | HIGH     | WIN      | SAFE     | SAFE     | WIN      | SAFE     | Eliminated |
| Perla                | LOW      | WIN      | BTM      | SAFE     | HIGH     | SAFE     | SAFE     | ELIM     | Guest      |
| Xana                 | SAFR     | LOW      | HIGH     | SAFE     | BTM      | WIN      | ELIM     |          | Guest      |
| Uma Gahd             | SAFE     | SAFE     | SAFE     | BTM      | SAFE     | ELIM     |          |          | Guest      |
| Jaylene Tyme         | HIGH     | SAFE     | LOW      | HIGH     | ELIM     |          |          |          | Miss.C     |
| Sanjina Dabish Queen | SAFE     | SAFE     | HIGH     | ELIM     |          |          |          |          | Guest      |
| Tiffany Ann Co.      | LOW      | BTM      | ELIM     |          |          |          |          |          | Guest      |
| Tara Nova            | LOW      | ELIM     |          |          |          |          |          |          | Guest      |

     La concursante ganó Canada's Drag Race.
     La concursante quedó como finalista.
     La participante estuvo entre las 2 en la cima del desafío y ganó el lip sync.
     La participante estuvo entre las 2 en la cima del desafío pero perdió el lip sync.
     La concursante gana el reto.
     La concursante recibe críticas positivas y estuvo a salvo.
     La concursante es salvada, pero recibió críticas.
     La concursante recibe críticas negativas pero fue salvada finalmente
     La concursante es nominada para su eliminación.
     La concursante es eliminada.

## Canada Versus the World 1 (2022)
Canada's Drag Race: Canada vs The World, es un spin-off de Canada's Drag Race que se estrenó el 18 de noviembre de 2022. 
Brooke Lynn Hytes actúa como anfitrión y juez principal, junto a un panel conformado por Brad Goreski y
Traci Melchor. Esta temporada tiene como novedad la participación de dragqueens de diversas franquicias alrededor del mundo.
El elenco se anunció oficialmente el 17 de octubre de 2022.

### Concursantes
| Concursante          | Edad | Origen                    | Temporada original               | Posición anterior | Posición     |
| -------------------- | ---- | ------------------------- | -------------------------------- | ----------------- | ------------ |
| Ra'Jah O'Hara        | 36   | Dallas, Estados Unidos    | RuPaul's Drag Race T11           | 9.ª               | Ganadora     |
| Ra'Jah O'Hara        | 36   | Dallas, Estados Unidos    | All Stars 6                      | Finalista         | Ganadora     |
| Silky Nutmeg Ganache | 31   | Chicago, Estados Unidos   | RuPaul's Drag Race T11           | 3.ª               | Finalista    |
| Silky Nutmeg Ganache | 31   | Chicago, Estados Unidos   | All Stars 6                      | 11.ª              | Finalista    |
| Rita Baga            | 34   | Montreal, Canada          | Canada's Drag Race T1            | Finalista         | 3/4.ª        |
| Victoria Scone       | 29   | Cardiff, Reino Unido      | RuPaul's Drag Race UK T3         | 10.ª              | 3/4.ª        |
| Vanity Milan         | 30   | South London, Reino Unido | RuPaul's Drag Race UK T3         | 4.ª               | 5.ª          |
| Icesis Couture       | 35   | Ottawa, Canada            | Canada's Drag Race T2            | Ganadora          | 6.ª (retiró) |
| Anita Wigl'it        | 32   | Leigh, Nueva Zelanda      | RuPaul's Drag Race Down Under T1 | 8.ª               | 7.ª          |
| Stephanie Prince     | 24   | Calgary, Canada           | Canada's Drag Race T2            | 10.ª              | 8v           |
| Kendall Gender       | 31   | Vancouver, Canada         | Canada's Drag Race T2            | Finalista         | 9.ª          |

### Tabla de Eliminaciones
| Concursantes         | 1    | 2    | 3    | 4    | 5    | 6          |
| -------------------- | ---- | ---- | ---- | ---- | ---- | ---------- |
| Ra'jah O'Hara        | HIGH | WIN  | SAFE | BTM  | HIGH | Winner     |
| Silky Nutmeg Ganache | SAFE | LOW  | WIN  | WIN  | BTM  | Finalist   |
| Rita Baga            | WIN  | SAFE | BTM  | SAFE | WIN  | Eliminated |
| Victoria Scone       | SAFE | LOW  | WIN  | WIN  | WIN  | Eliminated |
| Vanity Milan         | WIN  | SAFE | LOW  | BTM  | ELIM | Guest      |
| Icesis Couture       | SAFE | WIN  | SAFE | QUIT |      | Guest      |
| Anita Wigl'it        | LOW  | BTM  | ELIM |      |      | Miss. S    |
| Stephanie Prince     | BTM  | ELIM |      |      |      | Guest      |
| Kendall Gender       | ELIM |      |      |      |      | Guest      |

     La concursante ganó Canada's Drag Race.
     La concursante quedó como finalista.
     La participante estuvo entre las 2 en la cima del desafío y ganó el lip sync.
     La participante estuvo entre las 2 en la cima del desafío pero perdió el lip sync.
     La concursante gana el reto.
     La concursante recibe críticas positivas y estuvo a salvo.
     La concursante es salvada, pero recibió críticas.
     La concursante recibe críticas negativas pero fue salvada finalmente
     La concursante es nominada para su eliminación.
     La concursante es eliminada.

## Canada Versus the World 2 (2024)

### Concursantes
| Concursante        | Edad | Ciudad natal               | Temporada original | Posición original | Posición  |
| ------------------ | ---- | -------------------------- | ------------------ | ----------------- | --------- |
| Lemon              | 30   | Nueva York, Estados Unidos | Canada 1           | 5.ª               |           |
| Lemon              | 30   | Nueva York, Estados Unidos | UKvsTW 1           | 10.ª              |           |
| Cheryl Hole        | 41   | Londres, Reino Unido       | UK 1               | 4.ª               |           |
| Cheryl Hole        | 41   | Londres, Reino Unido       | UKvsTW 1           | 9.ª               |           |
| Kennedy Davenport  | 41   | Las Vegas, Estados Unidos  | USA 7              | 4.ª               |           |
| Kennedy Davenport  | 41   | Las Vegas, Estados Unidos  | All Stars 3        | Finalista         |           |
| Alexis Mateo       | 41   | Las Vegas, Estados Unidos  | USA 7              | 3.ª               |           |
| Alexis Mateo       | 41   | Las Vegas, Estados Unidos  | All Stars 1        | 5.ª/6.ª           |           |
| Alexis Mateo       | 41   | Las Vegas, Estados Unidos  | All Stars 5        | 5.ª               |           |
| Miss Fiercalicious | 31   | Toronto, Canada            | Canada 3           | 3.ª/4.ª           | 5.° lugar |
| Eureka!            | 41   | Las Vegas, Estados Unidos  | USA 9              | 11.ª              | 6.° lugar |
| Eureka!            | 41   | Las Vegas, Estados Unidos  | USA 10             | Finalista         | 6.° lugar |
| Eureka!            | 41   | Las Vegas, Estados Unidos  | All Stars 6        | Finalista         | 6.° lugar |
| Tynomi Banks       | 26   | Toronto, Canada            | Canada 1           | 9.ª               | 7.° lugar |
| Le Fil             | 32   | Clapham, Inglaterra        | UK 4               | 7.ª               | 8.° lugar |
| La Kahena          | 24   | Marsella, Francia          | Francia 1          | 10.ª              | 9.° lugar |

### Tabla de Eliminaciones
| Concursantes       | 1    | 2    | 3    | 4    | 5    | 6          |
| ------------------ | ---- | ---- | ---- | ---- | ---- | ---------- |
| Lemon              | WIN  | HIGH | HIGH | HIGH | WIN  | Winner     |
| Alexis Mateo       | LOW  | SAFE | WIN  | LOW  | BTM  | Finalist   |
| Cheryl Hole        | HIGH | HIGH | BTM  | HIGH | HIGH | Eliminated |
| Kennedy Davenport  | HIGH | WIN  | LOW  | WIN  | LOW  | Eliminated |
| Miss Fiercalicious | SAFE | LOW  | HIGH | BTM  | ELIM | Guest      |
| Eureka!            | BTM  | SAFE | SAFE | ELIM |      | Miss. S.   |
| Tynomi Banks       | SAFE | BTM  | ELIM |      |      | Guest      |
| Le Fil             | SAFE | ELIM |      |      |      | Guest      |
| La Kahena          | ELIM |      |      |      |      | Guest      |